# Anemone flexuosissima
Anemone flexuosissima là một loài thực vật có hoa trong họ Mao lương. Loài này được Rech.f. mô tả khoa học đầu tiên năm 1992.